# Corravillers
Corravillers – miejscowość i gmina we Francji, w regionie Burgundia-Franche-Comté, w departamencie Górna Saona.
Według danych na rok 1990 gminę zamieszkiwały 233 osoby, a gęstość zaludnienia wynosiła 21 osób/km² (wśród 1786 gmin Franche-Comté Corravillers plasuje się na 514. miejscu pod względem liczby ludności, natomiast pod względem powierzchni na miejscu 376.).